# Скромные тиранчики
Скромные тиранчики (лат. Camptostoma) — род воробьиных птиц из семейства тиранновых.

## Список видов
В род включают два вида очень мелких птиц:
- Camptostoma imberbe P.L.Sclater, 1857 — Северный скромный тиранчик
- Camptostoma obsoletum (Temminck, 1824) — Южный скромный тиранчик

Когда-то их считали конспецифичными. В центральной части Коста-Рики ареалы этих видов накладываются один на другой, однако птицы при этом не скрещиваются.
Обитают в лесах, садах. Питаются насекомыми, пауками и ягодами.